# Semiothisa haliata
Semiothisa haliata là một loài bướm đêm trong họ Geometridae.